# Китайсько-таджицькі відносини
Китайсько-таджицькі відносини — історичні та поточні двосторонні відносини між Китаєм та Таджикистаном.
Дипломатичні відносини між країнами було встановлено у 1992 році. Протяжність державного кордону між країнами становить 477 км. Взаємний товарообіг у 2014 році 777 млн доларів або 14,6% від зовнішньої торгівлі Таджикистану, причому експорт середньоазіатської республіки до Китаю незначний (близько 39 млн доларів).
Країни є членами ШОС.

## Історія кордонів
Після утворення Таджикистану в 1992 році в результаті розпаду СРСР КНР заявила про необхідність підписання нового договору про кордон та перегляд деяких демаркаційних ліній.
13 серпня 1999 року між двома країнами було підписано угоду «Про таджицько-китайський державний кордон», згідно з якою Таджикистан зберігав повну юрисдикцію над спірною ділянкою в районі перевалу Карзак, але поступався Китаю близько 200 кв.км. іншої ділянки поблизу річки Маркансу, тобто питання було вирішено шляхом поділу другої ділянки навпіл між Китаєм та Таджикистаном.
Проблема територіальної приналежності третьої ділянки вирішилася під час візиту президента Таджикистану Емомалі Рахмона до Китаю. У травні 2002 року було підписано додаткову угоду «Про демаркацію кордону та врегулювання територіальних суперечок», згідно з якою Таджикистан погодився передати Китаю 1 тисячу кв.км. із 28 тис. кв. км. спірних територій у районі Східного Паміру (Мургабський район на сході Таджикистану). У травні 2004 року, відповідно до підписаної урядом Китаю та Таджикистану угоди, відкрився перший контрольно-пропускний пункт на китайсько-таджицькому кордоні — КПП «Карасу». 12 січня 2011 року парламент Таджикистану проголосував за передачу Китаю тисячі квадратних кілометрів спірних територій у горах Паміру. 6 жовтня 2011 року завершився процес передачі таджицької території під юрисдикцію Китаю 1 тис. 158 квадратних кілометрів, що становило 5,5% усіх спірних територій. 6 травня 2013 року, за повідомленням низки світових ЗМІ, китайські війська вторглися до Мургабського району Горно-Бадахшанської області Таджикистану. Пізніше ця інформація була спростована приватними особами, офіційних спростувань не надходило.

## Економічні відносини
Товарообіг між двома країнами склав у 2013 році 682,1 млн. доларів США . При цьому обсяг таджикистанського експорту в КНР незначний — 86,3 млн доларів у 2013 році (алюміній та вироби з нього, бавовна, шкірсировина, чорні метали, мідь та вироби з них). Імпорт з Китаю (595,8 млн доларів у 2013 році) представлений мінеральним паливом, нафтою, керамікою, меблями, постільними речами, пластмасами, полімерами, технікою, транспортними засобами. Китай допомагає Таджикистану у розвитку його економіки кредитами. Так, на 2012 рік борг Таджикистану Китаю склав 878,5 млн доларів (41% всього зовнішнього боргу республіки). У 2012 році Таджикистан отримав від Китаю майже 1 мільярд доларів США у вигляді грантів, технічної допомоги та кредитів на пільгових умовах.

### Спільні підприємства
Станом на 2012 рік основна частина золота, що видобувається в Таджикистані (1,6 тонни з 2,4 тонн, здобутих у країні), а також значна частка загальнореспубліканського видобутку срібла припадає на спільне китайсько-таджицьке підприємство «Зерафшон». У 2009 році вступила в дію гірничозбагачувальна фабрика з переробки свинцево-цинкових руд «Зарнісор» (51 % її капіталу становила китайська), яка у 2012 році виробила (на експорт до КНР) понад 23,4 тис. тонн свинцевого та понад 37,3 тис. тонн.

## Співробітництво у сфері енергетики
У 2006—2009 роках у Таджикистані за допомогою КНР було збудовано одразу дві лінії електропередачі (ЛЕП-100 та ЛЕП-500), які з'єднали енергосистеми двох країн.

## Китайські інвестиції
Станом на 1 січня 2013 року КНР займала четверте місце в списку іноземних інвесторів Таджикистану — обсяг прямих китайських інвестицій в республіку склав 210,5 млн доларів (10,1% від загального обсягу прямих іноземних інвестицій в цю країну СНД). За 2013 рік до Таджикистану надійшло 341,1 млн доларів прямих іноземних інвестицій (з усіх зарубіжних країн), з яких 48,7% (166,1 млн доларів) були китайськими.

## Співробітництво у сфері освіти та культури
З 1993 року уряд Китай щорічно надавав державні стипендії громадянам Таджикистану, але перші роки бажаючих навчатися в Піднебесній було небагато: у 1993—2005 роках до вузів КНР було зараховано лише 263 студенти з Республіки Таджикистан. Відкриття у 2005 році регулярних авіарейсів між КНР та РТ, а також контрольно-пропускного пункту Кульма-Карасу стало переломом: за 2006—2011 роки до вузів Китаю вступили 3677 юнаків та дівчат із Таджикистану. Переважна більшість таджицьких студентів навчалася власним коштом. За даними Міністерства освіти КНР, у 2012/2013 навчальному році у вишах Китаю навчалося 1389 студентів з Таджикистану, при цьому лише 285 юнаків та дівчат навчалися за стипендіями, наданими урядом Піднебесної, ШОС, Азіатським фондом освіти та самими університетами.
Таджикистан має два інститути Конфуція:156.

## Державні візити
| Гість                                 | Господар                 | Місце візиту | Дата візиту          |
| ------------------------------------- | ------------------------ | ------------ | -------------------- |
| Президент Емомалі Рахмон              | Голова КНР Сі Цзіньпін   | Пекін        | 19–21 травня 2013 р. |
| Прем'єр-міністр Держради КНР Лі Кецян | Президент Емомалі Рахмон | Душанбе      | 11–14 жовтня 2018 р. |
| Голова КНР Сі Цзіньпін                | Президент Емомалі Рахмон | Душанбе      | 14–16 червня 2019 р. |
| Президент Емомалі Рахмон              | Голова КНР Сі Цзіньпін   | Сіань, Пекін | 17–21 травня 2023 р. |

## Посли

### Посли Таджикистану в Китаї
1. Джамшед Карімов (1996—2003)[20],
2. Баходур Абдуллоєв (2003—2005)[21],
3. Рашид Алімов (2005—2015)[22],
4. Парвіз Давлатзода (2016—2020)[23].
5. Саїдзода Зохір Озод (з 2020 року)[24].

### Посли Китаю в Таджикистані
1. Сі Чжаомін (1992—1995)[25][26],
2. Чень Чжунчен (1995—1998)[26][27],
3. Фу Цюаньчжан (1998—2001)[27][28],
4. У Хунбінь (2001—2005)[28][29],
5. Лі Хуайлай (2005—2007)[29][30]
6. Цзо Сюелян (2007—2010)[30][31],
7. Фань Сяньжун (2010[31]—2015[32]),
8. Юе Бінь (2015—2018)[33][34],
9. Лю Бінь (2018—2021)[35][36],
10. Цзі Шумін (з 2022 року)[37].